# Listă de mănăstiri din județul Vaslui
Mănăstiri din județul Vaslui
- Mănăstirea Bujoreni (călugări) – comuna Zorleni, județul Vaslui. Este atestată documentar de la 27 martie 1602. Biserica este o construcție din zid de cărămidă, în formă de cruce;
- Mănăstirea Drăgești - comuna Todirești;
- Mănăstirea Rafaila (călugări) - construită în 1834;
- Mănăstirea Florești (maici) - satul Florești, comuna Poienești. Înființată în anul 1590;
- Mănăstirea Dimitrie Cantemir – sat Grumezoaia, com Dimitrie Cantemir. A fost construită în 1692;
- Mănăstirea Grăjdeni (maici);
- Mănăstirea „Sfinților Apostoli Petru și Pavel” - Husi. Catedrală Episcopală a Hușilor este un ansamblul arhitectural al Episcopiei Hușilor. Construit în 1495;
- Mănăstirea Moreni (maici) - sat Moreni, com Deleni;
- Mănăstirea Mălinești (călugări) - com. Gârceni. Construită în 1826;
- Mănăstirea Pârvești (maici) - com. Pârvești;
- Mănăstirea Alexandru Vlahuță - com. Alexandru Vlahuță;
- Mănăstirea Fâstâci (maici) - sat Fâstâci, com Cozmești;
- Mânâstirea Tanacu - com. Tanacu;
- Mănăstirea Ștefan cel Mare și Sfânt (călugări) - com. Codăești.